# UTC−04:30
UTC−04:30時區比協調世界時慢4小時30分，此時區使用於北美東部時間與大西洋標準時間之間。
僅有委內瑞拉曾於1912年至1965年及2007年12月9日至2016年5月1日期間使用過此時區。